# Сотодосос
Сотодосос (ісп. Sotodosos) — муніципалітет в Іспанії, у складі автономної спільноти Кастилія-Ла-Манча, у провінції Гвадалахара. Населення — 55 осіб (2010).
Муніципалітет розташований на відстані близько 120 км на північний схід від Мадрида, 75 км на північний схід від Гвадалахари.

## Демографія
Динаміка населення (INE ):

## Галерея зображень

Розташування муніципалітету у провінції Гвадалахара